# Choi Kyu-hah
Choi Kyu-hah (hangul: 최규하; hanja: 崔圭夏; pronunție în coreeană [t͡ɕʰø.ɡju.ɦa] sau pronunție în coreeană [t͡ɕʰø] pronunție în coreeană [kju.ɦa]; n. 16 iulie 1919, Wonju, Coreea de Sud – d. 22 octombrie 2006, Seul, Coreea de Sud), scris și Choi Kyu-ha sau Choi Gyu-ha, a fost președintele Coreei de Sud între 1979 și 1980.

## Tinerețe
Choi s-a născut în Wonju, provincia Gangwon, când Coreea făcea parte din Imperiul Japonez. Această zonă se află astăzi în Coreea de Sud.

## Carieră politică
Choi a fost ambasador în Malaysia în perioada 1964-1967, ministrul afacerilor externe în perioada 1967-1971 și prim-ministru din 1975 până în 1979.
După asasinarea lui Park Chung-hee în 1979, Choi a devenit președinte interimar; prim-ministrul a ocupat poziția de președinte în conformitate cu articolul 48 din Constituția Yushin. Datorită neliniștii rezultate din conducerea autoritară a lui Park, Choi a promis alegeri democratice, deoarece alegerile din timpul lui Park au fost considerate trucate. Choi a promis, de asemenea, o nouă constituție care să înlocuiască extrem de autoritara Constituție Yushin. Choi a fost singurul candidat la alegerile din 6 decembrie, devenind al patrulea președinte al țării.

## Lovitură de stat și demisie forțată
În decembrie 1979, generalul-maior Chun Doo-hwan și aliați apropiați din cadrul armatei au organizat o lovitură de stat împotriva guvernului lui Choi. Au îndepărtat rapid șeful de stat major al armatei și au controlat practic guvernul până la începutul anului 1980.
În aprilie 1980, datorită presiunii crescânde din partea lui Chun și a altor politicieni, Choi l-a numit pe Chun șef al Agenției Centrale de Informații din Coreea. În mai, Chun a declarat legea marțială și a renunțat la orice formă de guvern civil, devenind de facto conducătorul țării. Până în acel moment, protestele studențești s-au intensificat în Seul și Gwangju. Protestele din Gwangju au dus la răscoala din Gwangju, în care aproximativ 987 de civili au fost uciși într-o perioadă de cinci zile de către armata lui Chun.
Choi a fost forțat să demisioneze la scurt timp după răscoală. Premierul Park Chung-hoon a devenit președinte interimar, până la alegerea lui Chun ca președinte la 1 septembrie 1980.

## Viața ulterioară
După demisia sa, Choi a trăit în afara atenției publicului și a murit la 22 octombrie 2006. Choi a fost înmormântat în Cimitirul Național Daejeon la 26 octombrie 2006.